# Casa de Haro

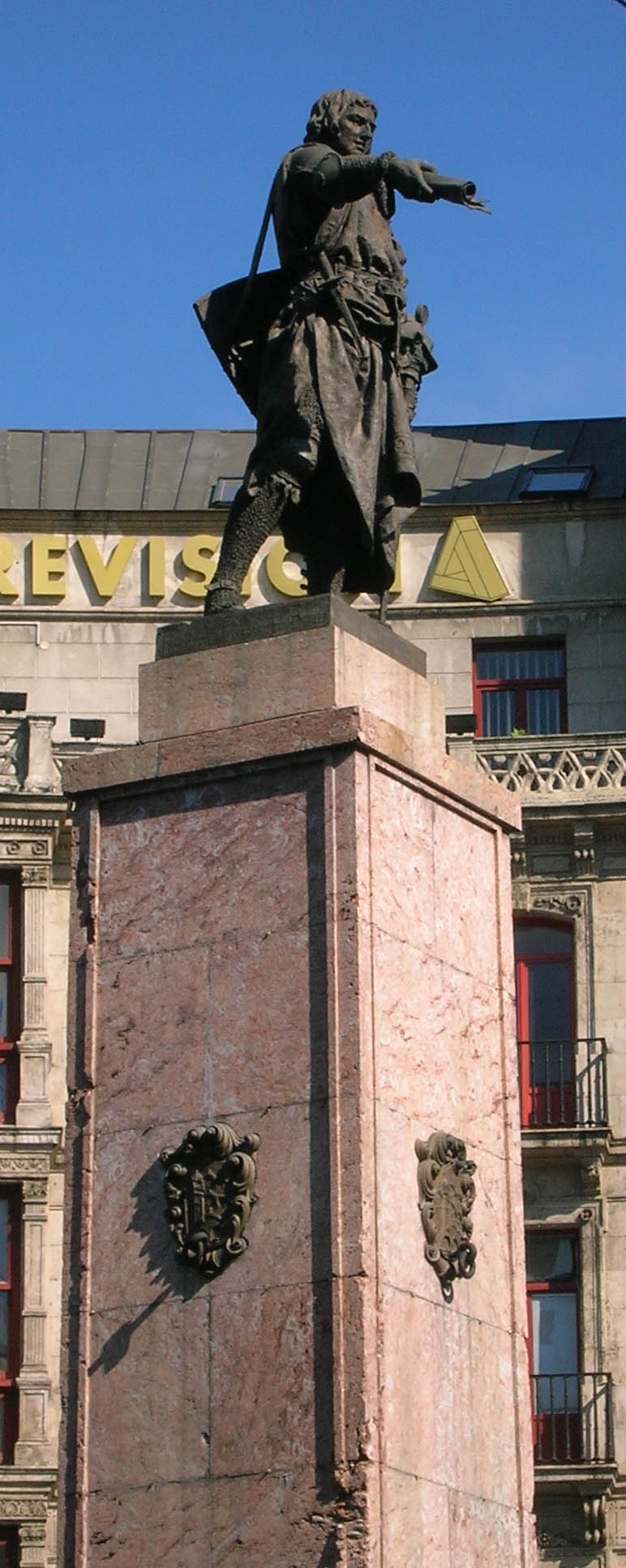
Monumento a Diego López V de Haro, Señor de Vizcaya, obra de Mariano Benlliure en Bilbao.

La casa de Haro fue un linaje de la nobleza feudal de la Corona de Castilla, titulares del señorío de Vizcaya entre los siglos X y XIV, origen del posterior territorio histórico y provincia de Vizcaya, en el País Vasco.
Tomaron el apellido de Haro al haberle sido concedido a Diego López el señorío de la villa de Haro por parte de Alfonso VI de León. Aunque la primera aparición de la incorporación del topónimo a su apellido se ha encontrado en una escritura de 1117, en la cual aparece su hijo Lope Díaz con la siguiente mención "Donus Didacus Lópiz de Faro".
A partir de Diego López de Haro el Bueno se modificó el escudo de su casa, añadiéndose a los primitivos lobos de sable en campo de plata, por alusión al nombre «Lope», los corderos atravesados en las bocas de los lobos y la bordura con aspas de San Andrés, en alusión a su participación en la batalla de las Navas de Tolosa y la toma de Baeza.
Una de las ramas menores de la casa de Haro es la casa del Carpio.

## Diego López I de Haro
Diego López I de Haro (hacia 1075 – 1124) apodado el Blanco, hijo de Lope Íñiguez. Fue tercer señor de Vizcaya entre los años 1093 y 1124. Pobló la villa de Haro, probablemente en la zona de Villabona e incorporó el nombre de la villa a su apellido, siendo desde entonces conocida la familia por este nombre. Apoyó a Alfonso I, rey de Aragón y de Pamplona en la conquista de Zaragoza y en otras batallas.
Casó con María Sánchez, hija del conde Sancho Sánchez de Erro y la condesa Elvira García, con quien tuvo a Lope Díaz.

## Lope Díaz I de Haro
Lope Díaz I de Haro (hacia 1110 – 1170), cuarto señor de Vizcaya entre los años 1124 y 1170.
Como su padre, siguió apoyando a Alfonso el Batallador hasta que este murió, momento en el que Alfonso VII de León, hijastro de Alfonso e hijo de Raimundo de Borgoña y Urraca, se consideró con derecho a la sucesión. Este, con el apoyo de Lope Díaz, penetró en toda La Rioja apoderándose de ella. Tras la muerte de Alfonso VII, Lope siguió sirviendo a su sucesor Sancho III de Castilla, obteniendo el título de Alférez Real, como aparece desde 1158.
Contrajo matrimonito con Aldonza, que antiguos tratadistas dicen fue hija de Rodrigo Fernández de Castro "el Calvo", aunque no aparece en la documentación como hija del Castro y posiblemente fue hija del conde Rodrigo Vélaz y la condesa Urraca Álvarez. De este matrimonio nacieron once hijos, entre ellos Diego López II de Haro y Urraca López de Haro, mujer del rey Don Fernando II de León.

## Diego López II de Haro
Diego López II de Haro dicho el Bueno o también el Malo (m 16 de octubre de 1214). Hijo de Lope Díaz I de Haro, conde de Nájera (a. 1126-1170) y de la condesa Aldonza. Fue un magnate de primera importancia en el Reino de Castilla durante el reinado de Alfonso VIII (1158-1214). Desempeñó un papel decisivo en el ascenso del linaje Haro así que en la construcción de la identidad nobiliaria de este grupo, que iba a dominar la sociedad política castellana, y después castellano-leonesa, durante todo el siglo XIII. Una lucha de propaganda alrededor de este personaje clave entre sus sucesores y la monarquía en un momento de graves disturbios políticos condujo, a finales del siglo XIII, a la elaboración de una imagen negra y de una leyenda dorada, que acabaron en la elaboración de sus apodos opuestos. Contrajo dos matrimonios: uno con María Manrique de Lara (aunque algunos autores opinan este matrimonio no existió) y con Toda Peréz de Azagra.  Tuvo unos 9 hijos, entre ellos, su sucesor en el señorío de Vizcaya, Lope Díaz II de Haro.

## Lope Díaz II de Haro
Lope Díaz II de Haro, Cabeza Brava (m. 1236), sexto señor de Vizcaya entre los años 1214 y 1236. Combatió con su padre en la Batalla de Las Navas de Tolosa, así como con muchas expediciones contra los moros en Andalucía, siendo la más importante la toma de Baeza en 1227.
Contrajo matrimonio con Urraca Alfonso de León, hija del rey  Alfonso IX de León. Tuvo con ella varios hijos entre ellos: Diego López III de Haro, Sancho López de Haro, Lope López de Haro el Chico, Alonso López de Haro, abuelo de Juan Alfonso de Haro señor de los Cameros, y Berenguela López de Haro, casada con Rodrigo González Girón.
Tuvo otros tres hijos con Toda de Santa Gadea, señora muy noble y principal del linaje de los Salcedos señores de Ayala, que fueron Mencía López de Haro reina de Portugal, mujer del rey Sancho II de Portugal, Lope Díaz de Haro, obispo de Segovia y Diego López de Salcedo casado con María Álvarez, hija de Álvaro Fernández Potesta.

## Diego López III de Haro
Diego López III de Haro (m. Baños de Rioja, 1254), séptimo señor de Vizcaya entre los años 1236 y 1254. En los primeros años sirvió con fidelidad al rey San Fernando contra el que se rebeló en varias ocasiones, consiguiendo posteriormente su perdón. Se mantuvo a su lado hasta su fallecimiento, tras el cual llegó al trono Alfonso X de Castilla con quien Diego López continuó en su posición.
Estuvo casado con Constanza de Bearne y de su matrimonio tuvo cinco hijos: Lope Díaz III de Haro, que le sucedió en el señorío de Vizcaya, Diego López V de Haro, que también lo ocupó, doña Urraca Díaz de Haro, que casó con su primo segundo Fernán Ruiz de Castro, Teresa de Haro, que se casó con don Juan Núñez I de Lara, a cuya descendencia vino a parar el Señorío vizcaíno, y Sancha Díaz de Haro.

## Lope Díaz III de Haro
Lope Díaz III de Haro (m. Alfaro, 1288), octavo señor de Vizcaya entre los años 1254 y 1288. Sucedió a su padre en el señorío de Vizcaya siendo todavía menor de edad.
El día 21 de abril de 1282 fue destituido del reino don Alfonso X el Sabio, y nombrado rey de Castilla don Sancho, que estaba casado con una hermana de la mujer de don Lope Díaz III de Haro, por lo cual el señor de Vizcaya era cohermano político del rey don Sancho. Esto dio a Lope un gran poder, que unido a su desmedida ambición provocó muchos problemas al rey.
El 8 de junio de 1288 Lope Díaz se hallaba en Alfaro y discutió por cuestiones de castillos y mujeres con Sancho IV. Agriada la discusión, Sancho ordenó que apresasen a Lope de Haro y fue entonces cuando Lope Díaz arremetió contra el rey con un cuchillo a lo que un caballero del rey le cortó la mano derecha con un mandoble y dos golpes de maza acabaron con su vida.
Estuvo casado con Juana Alfonso de Molina, con quien tuvo dos hijos, Diego López IV de Haro y María Díaz de Haro.

## Diego López IV de Haro
Diego López IV de Haro (¿? – 1289), noveno señor de Vizcaya entre los años 1288 y 1289. Con la muerte de su padre comenzaron los enfrentamientos entre Vizcaya y Castilla. Diego López se unió a Navarra y Aragón para combatir a don Sancho y reconocer como rey de Castilla a Alfonso de la Cerda. La cosa se le complicaba ya que varios pueblos fueron cayendo en manos de don Sancho, entre ellos Labastida, Orduña y Valmaseda. En esto, Vizcaya respondió al llamamiento de don Diego y se armaron sus casas fuertes y castillos, apellidándole por señor de la tierra vizcaína. Finalmente Sancho ocupó Vizcaya. La muerte de Diego López IV sin hijos hizo que su herencia fuese disputada.

## Diego López V de Haro
Diego López V de Haro (hacia 1250 – 1310), apodado el Intruso y hermano de Lope Díaz III de Haro. Señor de Vizcaya entre los años 1295 y 1310. En 25 de abril de 1295, muere don Sancho el Bravo y aprovechándose don Diego López de Haro V de los disturbios de la Corte en la minoría de Fernando IV, entró en Vizcaya y la tomó sin resistencia sin que se le pudiera oponer la legítima señora de Vizcaya doña María Díaz I de Haro, porque su marido el infante don Juan se hallaba todavía en prisión desde la catástrofe de Alfaro (donde muriese Lope Díaz III de Haro).
Al quedar libre el infante don Juan, intentó conseguir que le devolvieran el Señorío y al no conseguirlo, se unió a otros descontentos, para luchar contra la reina regente María de Molina, que fue defendida por Diego López de Haro V. Don Diego López de Haro V convirtió la aldea marítima de Bilbao en villa el 15 de junio de 1300. En marzo de 1307, Diego López llega a un acuerdo con María Díaz de Haro para que esta fuese su sucesora a su muerte. Como continuaba la guerra contra los moros, Diego López de Haro V estaba acompañando al rey Fernando IV, durante el sitio de Algeciras, donde Diego murió en los primeros días de enero de 1310.

## María Díaz de Haro
María Díaz de Haro (m. 3 de noviembre de 1342). Señora de Vizcaya entre los años 1310 a 1322 y 1326 a 1334, casada con el infante  Juan de Castilla el de Tarifa el 10 de enero de 1287, tuvo a Lope, que murió joven, a María, que casó con Juan Núñez de Lara, y a Juan de Haro, llamado «el Tuerto».
Continuaban las escaramuzas entre los linajes del país y María Díaz de Haro se retiró por una temporada de los negocios públicos, dejando a su hijo Juan al cargo del señorío. Tras ser asesinado su hijo Juan, por orden de Alfonso XI, María Díaz abandonó a Castilla. Alfonso XI intentó apoderarse del Señorío de Vizcaya, y aparentó conseguirlo mañosamente por mediación de Garcilaso II de la Vega, que visitó a doña María, pero el derecho de esta quedó en pie.

## Juan de Haro
Juan de Haro, el Tuerto (m.  1326). Señor de Vizcaya entre los años 1322 y 1326. El 31 de octubre de 1326 fue asesinado en Toro por mandato del rey Alfonso XI. Fue padre de María Díaz II de Haro.

## María Díaz II de Haro
María Díaz II de Haro (m. 1348). Señora de Vizcaya entre los años 1334 y 1348. Fue su esposo Juan Núñez III de Lara. Al comienzo de su señorío, intentó de nuevo Alfonso XI arrebatárselo, declarándose una verdadera guerra civil entre castellanos y vizcaínos, y como al rey y a Juan Núñez de Lara les convenía la paz, llegaron a un acuerdo y Alfonso cejó en su empeño.
El 16 de septiembre de 1348 murió, poco después de dar a luz a su hijo Nuño. Al fallecer, continuó con el Señorío de Vizcaya su marido, Juan Núñez de Lara que falleció en 1350. Sus hijos fueron Juana de Lara que sería esposa de Tello de Castilla y señora de Vizcaya, Lope Díaz de Haro, que murió joven sin descendencia, Isabel de Lara y Nuño Díaz de Haro, este último, siendo todavía un niño, heredó el Señorío de Vizcaya. En esto el rey don Pedro intentó apoderarse del niño Nuño, pero los vizcaínos le ampararon poniéndole a salvo con la señora que le criaba llamada doña Mencía, no sin que el rey le persiguiese hasta Santa Gadea. Murió a la edad de 5 años.

## Mitología
En el siglo XVI se recogen relatos acerca del origen de los Señores de Vizcaya. Refiriéndose a Diego López de Haro, dice lo siguiente: «Era Don Diego López de Haro muy buen montañero, y estando un día en la parada aguardando que viniese el jabalí, oyó cantar en muy voz alta a una mujer encima de una peña; y fuese para ella muy fuertemente y preguntóle quien era; y ella le dijo que era una mujer de muy alto linaje, y él le dijo que pues era mujer de muy alto linaje que casaría con ella, si ella quisiese, porque él era señor de aquella tierra; y ella le dijo que lo haría, pero con la condición de que le prometiese no santiguarse nunca, él se lo otorgó, y ella se fue luego con él. Esta dama era muy hermosa y muy bien hecha en todo su cuerpo, salvo que tenía un pie como de cabra. Vivieron gran tiempo juntos y tuvieron dos hijos, varón y hembra, y llamóse el hijo Íñigo Guerra».